# Škoda 19T
Škoda 19 T — двосторонній, п'ятисекційний, частково низькопідлоговий трамвай, вироблений чеською компанією Škoda Transportation у 2010-2011 роках.
Трамвай нічим не відрізняється від трамваїв Škoda 16 T, за винятком того факту, що він має дві кабіни водія та двері з обох боків трамвая. 
Він також має більше відеоспостереження, місця для велосипедів і багажу в центральній частині, а сидіння в кінцевих секціях розташовані у напрямку руху, а не збоку, як у попередника. 
Цей тип трамваю обслуговує виключно 31, 32 та 33 лінії Вроцлава (Tramwaj Plus). 
Дизайн розроблено «Porsche Design Group». 
Площа низької підлоги становить 65% усієї підлоги вагона. 
Трамвай оснащений кондиціонером.
Станом на 2011 рік виготовлено та доставлено у Вроцлав 31 трамвай. 